# Federalny akt oskarżenia Donalda Trumpa (sprawa tajnych dokumentów)
United States v. Donald J. Trump, Waltine Nauta, and Carlos De Oliveira – federalna sprawa karna tocząca się przeciwko Donaldowi Trumpowi, 45. prezydentowi Stanów Zjednoczonych, jego asystentowi, Waltowi Naucie i Carlosowi De Oliveira, szefowi obsługi Mar-a-Lago. Akt oskarżenia przez wielką ławę przysięgłych (ang. federal grand jury indictment) obejmuje 40 zarzutów karnych przeciwko Trumpowi związanych z jego domniemanym niewłaściwym posługiwaniem się niejawnymi dokumentami po zakończeniu jego prezydentury. Trump nie przyznał się do winy w żadnym z zarzutów. Sprawa ta jest pierwszym w historii Stanów Zjednoczonych federalnym aktem oskarżenia przez wielką ławę byłego prezydenta.
Pierwszy akt oskarżenia z 37 zarzutami przeciwko Trumpowi został złożony 8 czerwca 2023 w sądzie federalnym w Miami przez biuro prokuratora specjalnego J. Smitha. 27 lipca ujawniono kolejny akt oskarżenia, w którym Trump został oskarżony o trzy dodatkowe zarzuty.
Trumpowi przedstawiono trzydzieści dwa zarzuty za każdy z przetrzymanych dokumentów, który podpadał pod ustawę Espionage Act. Pozostałe osiem zarzutów obejmowały składanie fałszywych zeznań i udział w spisku mającym na celu utrudnianie działania wymiaru sprawiedliwości.
Na pierwszym przesłuchaniu sądowym Trump pojawił się 13 czerwca 2023, Nauta 12 lipca 2023. Na drugim przesłuchaniu obydwoje pojawili się 10 sierpnia. De Oliveira stawił się na przesłuchaniu 15 sierpnia 2023. Żaden z nich nie przyznał się do zarzutów. Chociaż sędzia Aileen Cannon początkowo wyznaczyła rozprawę na 20 maja 2024 roku, odroczyła ją, a następnie oddaliła sprawę 15 lipca, orzekając, że powołanie Smitha było niezgodne z konstytucją. Specjalny doradca odwołał się od zwolnienia.
Biuro Doradcy Specjalnego zaskarżyło decyzję o oddaleniu do Jedenastego Okręgowego Sądu Apelacyjnego, ale później zdecydowało się zakończyć sprawę po wyborze Trumpa w listopadzie 2024 roku, częściowo ze względu na długoletnią politykę departamentu, aby nie ścigać urzędującego prezydenta. Zrezygnował z odwołania w sprawie Trumpa (które sąd oddalił 25 listopada) oraz w sprawie Nauty i de Oliveiry (oddalone 29 stycznia 2025 roku).

## Tło
Zgodnie z ustawą o aktach prezydenckich dokumenty prezydenckie muszą zostać przekazane do Narodowej Administracji Archiwów i Akt (NARA) przed końcem kadencji prezydenta. Kadencja Trumpa zakończyła się w styczniu 2021 roku. W maju 2021 roku NARA dowiedziała się o zaginionych dokumentach administracji Trumpa  i rozpoczęła działania mające na celu odzyskanie dokumentów, które zostały nieprawidłowo zabrane do rezydencji Trumpa w Mar-a-Lago i The Bedminster Club. Później FBI uzyskało dowody wskazujące, że Donald Trump był osobiście zaangażowany w zabranie tych dokumentów.

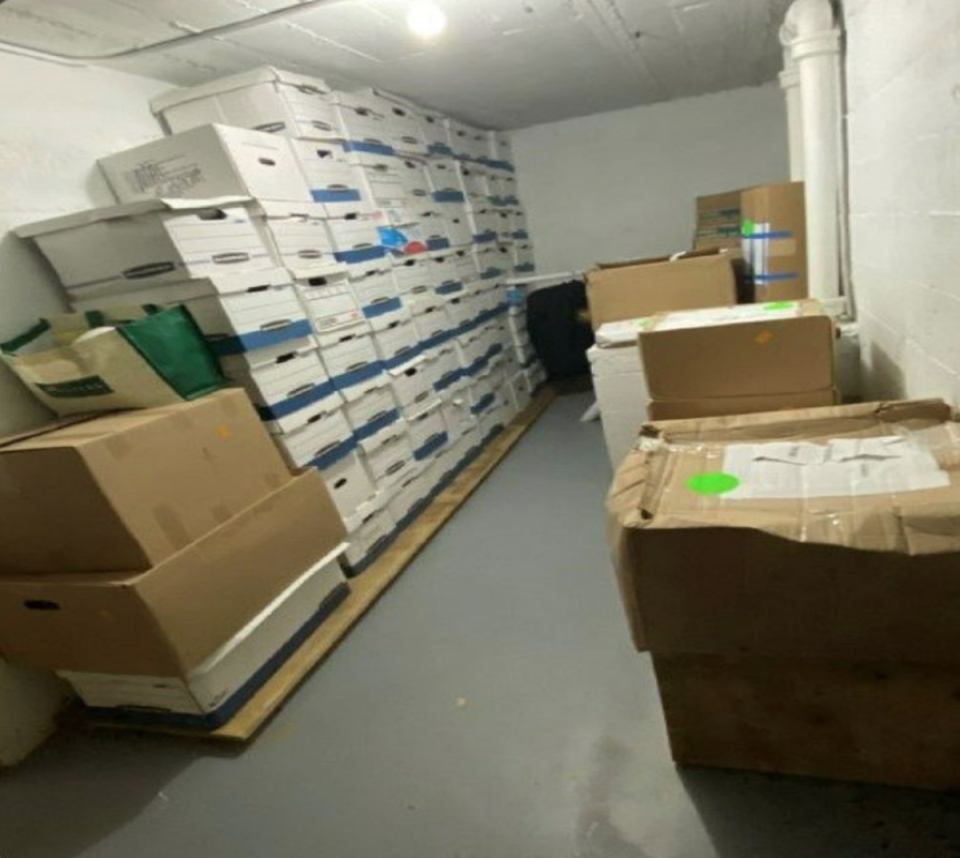
Magazyn ze skrzynkami na dokumenty w Mar-a-Lago

Po wielokrotnych żądaniach zwrotu dokumentów od zespołu Trumpa oraz ostrzeżeniach przed możliwym skierowaniem sprawy do Departamentu Sprawiedliwości, NARA odzyskała 15 kartonów dokumentów w styczniu 2022 roku. NARA  odkryła, że w tych kartonach znajdują się materiały o charakterze poufnym i 9 lutego 2022 roku powiadomiła o tym Departament Sprawiedliwości. Spowodowało to rozpoczęcie przez FBI 30 marca 2022 dochodzenia w sprawie sposobu, w jaki Trump obchodził się z dokumentami rządowym. W maju 2022 roku wielka ława wydała wezwanie do sądu wobec Trumpa w sprawie ewentualnych pozostałych dokumentów w jego posiadaniu, a Trump potwierdził, że zwróci wszystkie pozostałe dokumenty do 3 czerwca 2022.  FBI uzyskało następnie dowody, że Trump nie wywiązał się z wezwania i wciąż posiadał dodatkowe dokumenty, a także że celowo przeniósł dokumenty, aby ukryć je przed swoimi prawnikami oraz przed FBI po wydaniu wezwania.
To doprowadziło do przeszukania Mar-a-Lago przez FBI  8 sierpnia 2022 roku, podczas którego agenci odzyskali ponad 13 000 dokumentów rządowych, z czego 325 miało status tajnych, a niektóre dotyczyły tajemnic związanych z obronnością narodową, objętych ochroną ustawy o szpiegostwie. Z przeszukania wynikł proces cywilny Trump v. United States, który spowodował tymczasowe powołanie asesora specjalnego (ang. special master) do przeglądu skonfiskowanego materiału. Ta decyzja została później unieważniona.
W listopadzie 2022 roku śledztwo FBI zostało przejęte przez specjalnego prokuratora śledczego pod kierownictwem Jacka Smitha, który został wyznaczony przez prokuratora generalnego Merricka Garlanda.  W drugim procesie cywilnym dochodzenie Smitha wykorzystało wyjątek dotyczący przestępstwa i oszustwa w przywilejach prawnika-klienta, co umożliwiło dostęp do określonych dowodów w sprawie.  Wyjątek ten odnosi się do sytuacji, gdy komunikacja między prawnikiem a klientem jest objęta przywilejem poufności, ale nie chroni ona działań, które dotyczą przestępstw lub oszustw.

## Tok sprawy

### Pierwszy akt oskarżenia
Wielka ława wydała zapieczętowany akt oskarżenia 8 czerwca 2023 roku. Zarzuty zawarte w akcie oskarżenia zostały ujawnione następnego dnia, a prokurator specjalny Jack Smith wygłosił krótkie oświadczenie podkreślając powagę zarzutów, jednocześnie domniemając niewinność oskarżonych i deklarując, że jego biuro będzie dążyć do przeprowadzenia szybkiego procesu.
W akcie oskarżenia, które zawiera 37 zarzutów przeciwko Donaldowi Trumpowi oraz 6 przeciwko Waltowi Naucie, wymienione są m.in. celowe zatrzymywanie informacji dotyczących obronności narodowej w naruszeniu ustawy o szpiegostwie, składanie fałszywych zeznań, utrudnianie działania wymiaru sprawiedliwości i udział w spisku.
Trump (37 zarzutów):
- 31 zarzutów związanych z zatrzymywaniem i nieprzekazywaniem dokumentów dotyczących obronności narodowej, zgodnie z postanowieniami ustawy o szpiegostwie.

Każdy z tych zarzutów dotyczy odrębnego dokumentu. Dziesięć z tych dokumentów zostało zwróconych rządowi w czerwcu 2022, a pozostałe 21 zostało odzyskanych podczas przeszukania w sierpniu 2022. Według aktu oskarżenia, dokumentacja obejmuje informacje dotyczące amerykańskiej broni jądrowej, zagraniczne ataki wojskowe, plany, zdolności i ich wpływ na interesy Stanów Zjednoczonych; zagraniczne zdolności jądrowe, zagraniczne wsparcie dla działań terrorystycznych, komunikację z zagranicznymi przywódcami, działalność wojskową Stanów Zjednoczonych, codzienne briefingi wywiadowcze w Białym Domu dotyczące spraw zagranicznych, potencjalne słabe punkty Stanów Zjednoczonych i ich sojuszników w przypadku ataku wojskowego oraz plany ewentualnej odwetowej reakcji na zagraniczny atak.
- 5 zarzutów związanych z udziałem w spisku mającego na celu utrudnianie działania wymiaru sprawiedliwości oraz zatajanie dokumentów i rejestrów.
- 1 zarzut składania fałszywych zeznań.

Nauta (6 zarzutów):
- 5 zarzutów związanych z udziałem w spisku mającego na celu utrudnianie działania wymiaru sprawiedliwości oraz zatajanie dokumentów i rejestrów.
- 1 zarzut składania fałszywych zeznań.

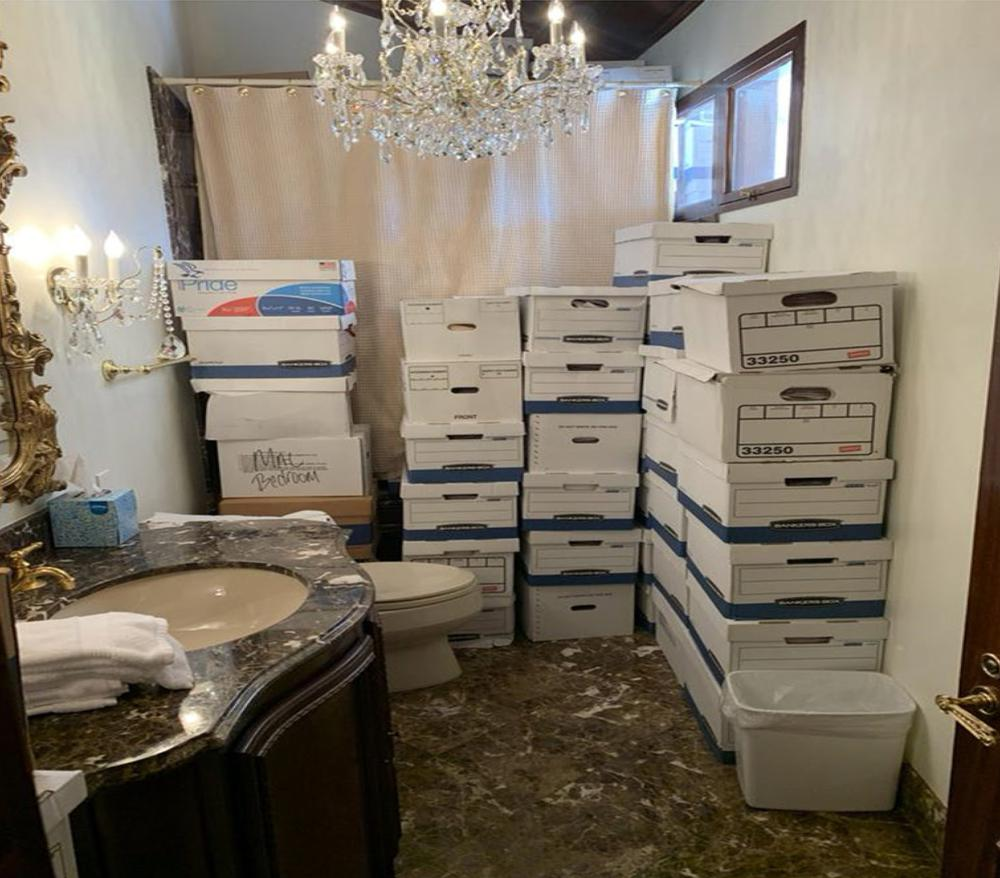
Pudła z dokumentami znalezione w łazience Mar-a-Lago przez FBI

W akcie oskarżenia zawarto fotografie przedstawiające pudełka zawierające poufne informacje w „sali balowej, łazience i prysznicu, przestrzeni biurowej, sypialni i pomieszczeniu magazynowym” w domu Trumpa na Florydzie.
Akt oskarżenia zawierał także transkrypt nagrania audio, w którym rzekomo Trump pokazuje tajny plan ataku militarnego Stanów Zjednoczonych na obcy kraj (nazwa kraju została ocenzurowana w akcie) wydawcy książek, pisarzowi oraz dwóm członkom personelu w lipcu 2021 roku, przy jednoczesnym stwierdzeniu, że nie jest w stanie zdeklasyfikować dokumentu. Doniesienia prasowe mówiły, że krajem docelowym był Iran, a Trump pokazywał to w kontekście narzekania, że generał Mark Milley, przewodniczący Kolegium Połączonych Szefów Sztabów, niesprawiedliwie przedstawił go mediom. Milley powiedział później w wywiadzie: "Naszym zadaniem jest udzielanie rad. Mamy plany na wszelkiego rodzaju rzeczy... Ani razu nie poleciłem ataku na Iran".
Oskarżenie również twierdziło, że jesienią 2021 roku Trump pokazał tajną mapę wojskową przedstawicielce swojego komitetu politycznego (później zidentyfikowanej przez prasę jako Susie Wiles, CEO komitetu Save America), która nie posiadała uprawnień bezpieczeństwa, oraz że działał w celu zatrzymania poufnych dokumentów, których wiedział, że nie może posiadać, ponieważ podlegały one wezwaniu do zwrotu do NARA.

### Współpraca Yuscila Taberasa
Krótko po pierwotnym oskarżeniu Trumpa i Nauty w czerwcu, list sądowy został wysłany do Yuscila Taverasa, dyrektora ds. technologii informacyjnej w Mar-a-Lago, który nadzorował monitoring. Początkowo Taveras był reprezentowany przez Stanleya Woodwarda, prawnika, którego honorarium prawne były opłacane przez PAC Save America Trumpa w celu reprezentowania Taverasa i innych sojuszników Trumpa. Będąc reprezentowanym przez Woodwarda, Taveras złożył zeznania przed wielką ławą przysięgłych. 5 lipca, po poinformowaniu, że Woodward może mieć konflikt interesów, Taveras poinformował sąd, że chce zrezygnować z jego usług i wykorzystać obrońcę przydzielonego z urzędu. Następnie Taveras wycofał swoje poprzednie zeznania i dostarczył nowe informacje dotyczące spisku mającego na celu usunięcie nagrań z monitoringu na terenie nieruchomości na Florydzie, które obciążały Trumpa i innych Doprowadziło to do nowego aktu oskarżenia, w którym Taveras nie został oskarżony. Zgodził się współpracować z prokuraturą i zeznawać w tej sprawie.

### Akt oskarżenia z dodatkowymi zarzutami
W dniu 27 lipca złożono akt oskarżenia z dodatkowymi zarzutami, w którym postawiono zarzuty nowemu oskarżonemu, Carlosowi De Oliveirze, głównemu inspektorowi ds. konserwacji w Mar-a-Lago, oraz dodano nowe zarzuty dla Trumpa i Nauty. W nowym akcie oskarżenia, trzej oskarżeni odpowiadają za dwa zarzuty związane z próbą usunięcia nagrań z monitoringu
1. "Podmiana, niszczenie, uszkadzanie lub ukrywanie przedmiotu" (Tytuł 18 Kodeksu Stanów Zjednoczonych, paragrafy 1512(b)(2)(B) i 2)
2. "Podmiana, niszczenie, uszkadzanie lub ukrywanie dokumentu, zapisu lub innego przedmiotu w sposób nieuczciwy" (Tytuł 18 Kodeksu Stanów Zjednoczonych, paragrafy 1512(c)(1) i 2)

W nowym akcie oskarżenia Trumpowi postawiono również dodatkowe zarzuty dotyczące umyślnego przetrzymywania informacji o obronie narodowej zgodnie z ustawą o szpiegostwie. 32. dokumentem jest dokument dotyczący Iranu, o którym wspomniał w rozmowie z lipca 2021. Według aktu oskarżenia Trump posiadał ten dokument do 17 stycznia 2022, więc prawdopodobnie znajdował się on w 15 pudłach materiałów, które dobrowolnie przekazał NARA w tamtym miesiącu (przed wezwaniem i przeszukaniem).
Dodatkowe zarzuty wobec Trumpa zwiększyły liczbę wszystkich jego zarzutów do 40.

### Przypisanie sędziego do sprawy
Sędzia federalny Aileen Cannon, którą Trump mianował do stanowiska w 2020 roku, została przypadkowo wyznaczona do przewodzenia sprawie. Wcześniej Cannon wydała bezprecedensowe orzeczenia korzystne dla Trumpa w 2022, które tymczasowo utrudniły śledztwo FBI i specjalnego prokuratora. Orzeczenia te spotkały się z krytyką ze strony prawników, a panel konserwatywnego Sądu Apelacyjnego Stanów Zjednoczonych dla Jedenastego Okręgu jednogłośnie je unieważnił, pisząc: „Nie możemy stworzyć zasady, która pozwalałaby każdemu podmiotowi objętemu nakazem przeszukania blokować śledztwa rządowe po jego wykonaniu. Nie możemy również stworzyć zasady, która pozwalałaby to robić tylko byłym prezydentom”.

### Postawienie w stan oskarżenia
Trump przybył do Miami dzień przed swoim przesłuchaniem w sądzie i razem ze swoim prawnikiem, Christopherem Kisem, Nautą i jego prawnikiem, Stanleyem Woodwardem, aktywistą prawicowym Tomem Fittonem oraz innymi doradcami zjadł kolację w swoim klubie golfowym w Doral.

#### Trump
Podczas przesłuchania sądowego 13 czerwca Trump nie przyznał się do winy w żadnym z 37 zarzutów. Zarówno Trump, jak i Nauta zostali zwolnieni. Trumpowi nakazano, aby nie rozmawiał z żadnymi z 84 świadków, w tym z Nautą.
Po rezygnacji prawników Donalda Trumpa, Jima Trusty’ego i Johna Rowleya, następnego dnia po aktach oskarżenia, Trumpa reprezentował Todd Blanche, były zastępca prokuratora USA w prokuraturze federalnej na Manhattanie, który reprezentuje również Trumpa w jego oskarżeniu przez prokuratora okręgowego na Manhattanie. Podczas przesłuchania, Blanche złożył deklarację niewinności w imieniu Trumpa
Trump jest również reprezentowany w tej sprawie przez Lindsey Halligan. Halligan jest lokalnym pełnomocnikiem w tej sprawie. 22 sierpnia 2022 złożyła wniosek do sądu o pełnomocnictwo pro hac vice dla Evana Corcorana i Jamesa Trusty’ego. Była jednym z nielicznych prawników pracujących dla Trumpa, którzy byli na miejscu podczas przeszukania przez FBI, co według niej było "ogromnym zaskoczeniem" Powiedziała, że kolejne oskarżenia Trumpa "skaczą do gardeł".
4 sierpnia w dokumencie sądowym Trump nie przyznał się do winy w związku z trzema nowymi zarzutami. Trump poinformował sąd, że nie pojawi się osobiście na przesłuchaniu. Podczas przesłuchania 10 sierpnia sędzina zaakceptowała nieprzyznanie się do winy przez Trumpa.

#### Nauta
13 czerwca 2023 Naura pojawił się w sądzie, ale nie mógł być przesłuchany, ponieważ jego prawnik nie miał możliwości reprezentować go w stanie Floryda Po zatrudnieniu florydzkiego prawnika, Sashę Dadan, na przesłuchaniu 6 lipca 2023 Nauta również nie przyznał się do winy w żadnym z zarzutów. 10 sierpnia Nauta pojawił się w sądzie i ponownie nie przyznał się do winy w żadnym z nowych zarzutów.

#### De Oliveira
31 lipca De Oliveira pojawił się w sądzie i został zwolniony za kaucją w wysokości 100 000 dolarów. Reprezentuje go John Irving, którego firma otrzymała prawie 200 000 dolarów od PAC Save America związanego z Trumpem. Jego postawienie w stan oskarżenia zostało opóźnione, ponieważ nie miał prawnika z Florydy. 15 sierpnia został postawiony w stan oskarżenia i nie przyznał się do winy.

### Postępowania przedprocesowe
Rozprawa jest objęta procedurami opisanymi w ustawie o procedurach dot. tajnych informacji (ang. Classified Information Procedures Act). Zgodnie z tą ustawą Departament Sprawiedliwości zobowiązał się, że udostępni obronie tajne dokumenty związane ze sprawą w ramach postępowania odkrywczego. 19 czerwca sędzia wydała nakaz ochronny, który ograniczał dostęp Trumpa do tych dokumentów. Trump miałby mieć dostęp do nich tylko pod nadzorem jego prawników, aby uniemożliwić mu ujawnienie tych informacji.
W połowie czerwca rząd zaczął udostępniać obronie zdeklasyfikowane dokumenty. Objęte dokumenty to dokumenty uzyskane za pomocą nakazów i wezwań, zapisy zeznań świadków przed ławą przysięgłych, wywiady ze świadkami oraz kopie nagrań wideo z Mar-a-Lago. Rząd w pierwszej kolejności udostępnił obronie ponad 833 450 stron materiałów. Pośród tych dokumentów rząd oznaczył około 4 500 stron jako "kluczowe", najważniejsze dowody w sprawie.
18 lipca prawnicy Trumpa i Nauty uczestniczyli w pierwszej rozprawie przedprocesowej. Trump planował udać się w tym czasie do Iowa na wywiad z Seanem Hannitym. Kilka dni później sędzia wyznaczyła kolejną rozprawę przedprocesową na 14 maja 2024.
Podczas rozprawy 12 września (początkowo zaplanowanej na 25 sierpnia 2023) Cannon nakazała Trumpowi nie komentować tajnych dowodów.

### Prośba Trumpa o odroczenie procesu
Sędzia Cannon wyznaczyła tymczasową datę na rozprawę administracyjną. Strona oskarżająca zwróciła się o rozpoczęcie procesu 11 grudnia (relatywnie krótki czas), aby dać obronie więcej czasu na przejrzenie materiałów odkrywczych i przeprowadzenie niezbędnych procedur związanych z obsługą tajnych dowodów (w tym czas na uzyskanie certyfikatów bezpieczeństwa). Prokuratorzy poinformowali sąd, że proces powinien nadal przebiegać szybko ze względu na jego znaczenie i ponieważ sprawa "opiera się na prostych teoriach odpowiedzialności" i nie prezentuje "nowych kwestii faktycznych" ani "niezwykłych lub skomplikowanych" zagadnień prawnych.
11 lipca 2023 Trump i Nauta wystosowali pismo do sądu o odroczenie procesu na nieokreśloną datę. Ich prawnicy argumentowali, że przygotowanie się do procesu byłoby "wyzwaniem", gdyż Trump prowadziłby kampanię prezydencką, co spowodowałoby, że poświęciłby swój "czas i energię" na działalność wyborczą. Argumentowali również, że przez to byłoby trudniej znaleźć "uczciwy i bezstronny" skład ławy przysięgłych. W odpowiedzi do sądu dwa dni później strona oskarżająca argumentowała, że "sąd powinien odrzucić propozycję oskarżonych dotyczącą odroczenia ustalenia daty procesu i powinien wyznaczyć rozpoczęcie wyboru ławy przysięgłych na dzień 11 grudnia 2023 roku". W piśmie prawnici stwierdzili również, że nie ma "żadnych podstaw prawnych ani faktów" dla nieokreślonego odroczenia procesu, jakie proponował Trump. 21 lipca 2023 sędzia Cannon ustaliła termin rozprawy na 20 maja 2024.

## Reakcje na akt oskarżenia

### Trump
Po wydaniu aktu oskarżenia, Trump i jego sojusznicy w Partii Republikańskiej nasilili werbalne ataki na FBI, Departament Sprawiedliwości i prokuratorów federalnych, których Trump potępił w przemówieniu do Republikańskiej Partii Georgii jako „tchórzy”, „faszystów i zbirów” oraz „mroczne siły”.
Przez kilka dni po swoim oskarżeniu Trump fałszywie twierdził, że na mocy ustawy o rekordach prezydenckich miał "pełne prawo do posiadania tych dokumentów". Eksperci prawni stwierdzili, że nie ma podstaw do jego twierdzenia, że ustawa o rekordach prezydenckich przewyższa ustawę o szpiegostwie (Espionage Act), na mocy której został oskarżony. Trump skomentował też: "Espionage Act był używany do ścigania zdrajców i szpiegów. Nie ma nic wspólnego z byłym prezydentem legalnie przechowującym własne dokumenty". Ustawa ta nie ogranicza się jednakże do zarzutów szpiegostwa. Trump również przywołał tzw. "sprawę skarpetek Clintona", pozew z 2010 roku złożony przez Judicial Watch, który twierdził, że nagrania dźwiękowe z wywiadów udzielonych przez prezydenta Billa Clintona podczas jego kadencji muszą zostać przekazane do NARA, chociaż administracja nigdy nie ubiegała się o nie jako rekordy prezydenckie. Federalny sędzia umorzył tę sprawę, a Trump fałszywie mówił, że Clinton wygrał i mógł zachować osobiste nagrania.
19 czerwca 2023 Trump udzielił wywiadu Bretowi Baierowi z Fox News. Kiedy Baier zapytał, dlaczego po prostu nie przekazał pudeł z dokumentami, Trump odpowiedział, że pudła mogą zawierać "koszulki golfowe, ubrania, spodnie, buty" i w tamtym czasie czuł: "Nie chcę tego jeszcze przekazywać NARA". Powiedział również, że nie zajął się prośbą, ponieważ był "bardzo zajęty". Podtrzymywał również fałszywą tezę, że zdeklasyfikował wszystkie dokumenty, które miał w posiadaniu.
15 lipca 2023 Trump wygłosił przemówienie na konferencji Turning Point Action Conference twierdząc: "Jakiekolwiek dokumenty prezydent decyduje się zabrać ze sobą, ma absolutne i niepodważalne prawo to zrobić". Fałszywie orzekł też, że "była to ustawa, która została uchwalona i podpisana".
6 września 2023 Trump powiedział w wywiadzie radiowym z Hugh Hewittem: "Mogę sobie pozwolić na wszystko", ponownie powołując się na Presidential Records Act.
14 września 2023 Trump udzielił wywiadu Megyn Kelly. W wywiadzie powiedział: "Mam pozwolenie, by wziąć te dokumenty, czy są zaklasyfikowane, czy nie. I szczerze, gdy je posiadam, to stają się zdeklasyfikowane. Ludzie myślą, że trzeba przejść przez jakiś rytuał. Nie trzeba, przynajmniej moim zdaniem nie trzeba".

### Republikanie
Wielu republikanów w Kongresie zareagowało na akt oskarżenia, twierdząc bez żadnych dowodów, że Trump jest celem politycznym Departamentu Sprawiedliwości, który został „uzbrojony” przez prezydenta Joego Bidena, chociaż niezależny specjalny prokurator nadzorował śledztwo, a decyzję o wniesieniu oskarżenia podjęła wielka ława. Sojusznikami Trumpa, którzy stanęli w jego obronie po aktach oskarżenia, byli liderzy Republikanów w Izbie Reprezentantów (przewodniczący Kevin McCarthy, lider większości Steve Scalise, przewodnicząca konferencji republikańskiej Elise Stefanik), a także senator J.D. Vance.
Po aktach oskarżenia sojusznicy Trumpa angażowali się w radykalną retorykę, przedstawiając oskarżenie jako „akt wojny” i nawołując do odwetu. Wśród nich znaleźli się m.in. republikański kongresman Andy Biggs, kandydat do Izby Reprezentantów Joe Kent, który został poparty przez Trumpa, oraz była republikańska kandydatka na gubernatora Arizony Kari Lake, którzy sugerowali możliwość użycia przemocy w swoich atakach na federalne oskarżenie.
Większość członków republikańskiego kierownictwa Senatu, w tym lider mniejszości Mitch McConnell i whip John Thune, zachowała milczenie w sprawie aktu oskarżenia. Senator Mitt Romney z Utah wyraził w oświadczeniu, że Trump „sam sprowadził te zarzuty na siebie ... poprzez odmowę ich zwrotu, mimo licznych okazji”. Były kongresmen Adam Kinzinger, republikański krytyk Trumpa, napisał: „Dzisiaj wymierzana jest sprawiedliwość. Nikt nie jest ponad prawem. Były prezydent będzie miał sprawiedliwy proces. Były prezydent zostanie pociągnięty do odpowiedzialności”. Były prokurator generalny William Barr stwierdził, że przedstawianie Trumpa jako ofiary jest absurdalne: „To bardzo szczegółowy akt oskarżenia. I jest to bardzo, bardzo obciążające ... On nie jest tutaj ofiarą”.
Po aresztowaniu Trumpa i jego aktach oskarżenia 13 czerwca, stacja Fox News pokazała nagranie, na którym Trump przemawiał do publiczności w swoim domu w Bedminster, wyświetlając równocześnie na ekranie podziału przemówienie prezydenta Joego Bidena w Białym Domu. Pasek informacyjny na ekranie Fox News brzmiał: „Niedoszły dyktator przemawia w Białym Domu po aresztowaniu swojego rywala politycznego”.
W sierpniu 2023 Konferencja Republikanów próbowała wykorzystać swoją władzę nad budżetem, aby zatrzymać śledztwa i oskarżenia przeciwko Trumpowi. Niektórzy proponowali wykorzystanie zbliżającego się terminu 30 września na finansowanie rządu na kolejny rok, aby wywołać zamknięcie rządu, chociaż żadne z działań federalnych lub stanowych przeciwko Trumpowi nie zostałoby dotknięte przez zamknięcie.

### Demokraci
Przywódcy Demokratów w Kongresie – lider większości w Senacie Chuck Schumer i lider mniejszości w Izbie Reprezentantów Hakeem Jeffries – opublikowali oświadczenie, w którym wezwali zarówno krytyków, jak i zwolenników Trumpa do „pokojowego przebiegu sprawy”. Prezydent Biden odmówił komentarza w sprawie aktu oskarżenia.